# 몰 질량
몰 질량(영어: Molar mass)은 어떤 분자의 개수가 1mol일 때 그 질량을 가리키는 단위이다. 몰 질량의 국제단위계 단위는 kg/mol이다. 그러나 역사적인 이유로 거의 g/mol 단위를 사용한다.
원소의 경우 원자 질량에 원자 질량 단위 대신 몰 질량 단위 g/mol를 붙이면 몰 질량이 된다.

## 원소의 몰 질량
M(H) = 1.00794(7) × 1 g/mol = 1.00794(7) g/mol
M(S) = 32.065(5) × 1 g/mol = 32.065(5) g/mol
M(Cl) = 35.453(2) × 1 g/mol = 35.453(2) g/mol
M(Fe) = 55.845(2) × 1 g/mol = 55.845(2) g/mol.
M(H
2) = 2 × 1.00794(7) × 1 g/mol = 2.01588(14) g/mol
M(S
8) = 8 × 32.065(5) × 1 g/mol = 256.52(4) g/mol
M(Cl
2) = 2 × 35.453(2) × 1 g/mol = 70.906(4) g/mol.

## 화합물의 몰 질량
M(NaCl) = [22.989 769 28(2) + 35.453(2)] × 1 g/mol = 58.443(2) g/mol
M(C
12H
22O
11) = ([12 × 12.0107(8)] + [22 × 1.007 94(7)] + [11 × 15.9994(3)]) × 1 g/mol = 342.297(14) g/mol.

## 혼합물의 평균 몰 질량
{\displaystyle {\bar {M}}=\sum _{i}x_{i}M_{i}\,}
{\displaystyle 1/{\bar {M}}=\sum _{i}{\frac {w_{i}}{M_{i}}},}